# Tessa Virtue
Tessa Jane McCormick Virtue (London, Ontário, 17 de maio de 1989)  é uma ex-patinadora artística canadense que competiu ao lado de Scott Moir na dança no gelo. Ela foi campeã olímpica na patinação artística na categoria de dança no gelo em 2010 e 2018, e por equipes em 2018, além de medalhista de prata em 2014, novamente na dança no gelo e por equipes, ao lado de Scott Moir. Esses resultados fizeram da dupla os atletas olímpicos mais condecorados no esporte. Após uma duradoura carreira de 22 anos, na qual Virtue e Moir se tornaram a dupla de dança no gelo com a parceria mais longeva da história do Canadá, os atletas anunciaram sua aposentadoria e consequente dissolução da equipe em setembro de 2019. Em 2020, lhes foi concedida a Ordem do Canadá "pela sua excelência no atleticismo e por inspirar uma nova geração de patinadores artísticos".

## Vida pessoal
Tessa Virtue rejeitou um convite para entrar na escola do Ballet Nacional Canadense aos 9 anos para se dedicar ao esporte da patinação no gelo. Em 2020, Virtue iniciou um MBA na Queen's University.

## Carreira
Virtue e Moir começaram a patinar juntos em 1997, aos seis e nove anos de idade, respectivamente.  Eles ganharam destaque nacional em 2004 ao vencerem o campeonato canadense no nível júnior. Na temporada de 2007-08, a vitória no campeonato nacional sênior os consagrou como o time principal do país. 
Eles foram medalhistas de prata em 2008 e de bronze em 2009 no campeonato mundial, e se tornaram a primeira dupla de dança no gelo a receber um 10.0 em um escore de componentes sob o International Judging System no Skate Canada 2009.
Em 2010, a dupla se tornou a primeira equipe norte-americana de dança no gelo a ganhar uma medalha de ouro nos Jogos Olímpicos de Inverno, interrompendo uma dominação de 34 anos dos atletas europeus. A vitória olímpica também os tornou os mais novos da modalidade de dança a conquistarem o título, os primeiros a vencerem na estreia olímpica e os primeiros a ganharem o ouro olímpico disputando no próprio país.
Tessa Virtue e Scott Moir mantiveram sua posição como favoritos em sua modalidade mesmo após o título olímpico de 2010, ao conquistarem campeonatos mundiais em 2010 e 2012,  vice-campeonatos em 2011 e 2013, e as medalhas de prata por modalidade e por equipes nos Jogos Olímpicos de 2014.
Após um hiato de duas temporadas, a dupla voltou a competir na temporada 2016-17, na qual foram invictos em todas as competições disputadas, incluindo a inédita conquista da Final do Grand Prix e terminando com o título mundial de 2017. Nos Jogos Olímpicos de 2018, eles se tornaram o segundo time de dança no gelo a conquistar uma segunda medalha de ouro em jogos distintos. Além disso, a conquista do ouro por equipes levou Virtue a entrar para o Guiness Book por estar entre as três patinadoras com o maior número de ouros olímpicos da história (três no total), ao lado apenas de Sonja Henie e Irina Rodnina.
Em 17 de setembro de 2019, Virtue e Moir anunciaram a aposentadoria após 22 anos de parceria.

## Principais resultados

### Com Scott Moir
| Resultados | Resultados        | Resultados    | Resultados      | Resultados       | Resultados        | Resultados        | Resultados       | Resultados        | Resultados       | Resultados       | Resultados       | Resultados       | Resultados       | Resultados      | Resultados       | Resultados    |
| Internacional | Internacional     | Internacional | Internacional   | Internacional    | Internacional     | Internacional     | Internacional    | Internacional     | Internacional    | Internacional    | Internacional    | Internacional    | Internacional    | Internacional   | Internacional    | Internacional |
| Evento/Temporada | 2001– 2002        | 2002– 2003    | 2003– 2004      | 2004– 2005       | 2005– 2006        | 2006– 2007        | 2007– 2008       | 2008– 2009        | 2009– 2010       | 2010– 2011       | 2011– 2012       | 2012– 2013       | 2013– 2014       |                 | 2016– 2017       | 2017– 2018    |
| --- | ----------------- | ------------- | --------------- | ---------------- | ----------------- | ----------------- | ---------------- | ----------------- | ---------------- | ---------------- | ---------------- | ---------------- | ---------------- | --------------- | ---------------- | ------------- |
| Jogos Olímpicos |                   |               |                 |                  |                   |                   |                  |                   | Medalha de ouro  |                  |                  |                  | Medalha de prata |                 | Medalha de ouro  |               |
| Campeonato Mundial |                   |               |                 |                  |                   | 6.ª               | Medalha de prata | Medalha de bronze | Medalha de ouro  | Medalha de prata | Medalha de ouro  | Medalha de prata |                  | Medalha de ouro |                  |               |
| Campeonato dos Quatro Continentes |                   |               |                 |                  | Medalha de bronze | Medalha de bronze | Medalha de ouro  | Medalha de prata  |                  | WD               | Medalha de ouro  | Medalha de prata |                  | Medalha de ouro |                  |               |
| GP Final do Grand Prix |                   |               |                 |                  |                   |                   | 4.ª              |                   | Medalha de prata |                  | Medalha de prata | Medalha de prata | Medalha de prata | Medalha de ouro | Medalha de prata |               |
| GP NHK Trophy |                   |               |                 |                  |                   |                   | Medalha de prata |                   |                  |                  |                  |                  |                  | Medalha de ouro | Medalha de ouro  |               |
| GP Rostelecom Cup |                   |               |                 |                  |                   |                   |                  |                   |                  |                  |                  | Medalha de ouro  |                  |                 |                  |               |
| GP Skate Canada International |                   |               |                 |                  |                   | Medalha de prata  | Medalha de ouro  |                   | Medalha de ouro  | WD               | Medalha de ouro  | Medalha de ouro  | Medalha de ouro  | Medalha de ouro | Medalha de ouro  |               |
| GP Trophée Éric Bompard |                   |               |                 |                  |                   | 4.ª               |                  |                   | Medalha de ouro  | WD               | Medalha de ouro  |                  | Medalha de ouro  |                 |                  |               |
| CS Autumn Classic International |                   |               |                 |                  |                   |                   |                  |                   |                  |                  |                  |                  |                  | Medalha de ouro | Medalha de ouro  |               |
| Finlandia Trophy |                   |               |                 |                  |                   |                   |                  |                   |                  |                  | Medalha de ouro  | WD               | Medalha de ouro  |                 |                  |               |
| Internacional – Júnior |                   |               |                 |                  |                   |                   |                  |                   |                  |                  |                  |                  |                  |                 |                  |               |
| Evento/Temporada | 2001– 2002        | 2002– 2003    | 2003– 2004      | 2004– 2005       | 2005– 2006        | 2006– 2007        | 2007– 2008       | 2008– 2009        | 2009– 2010       | 2010– 2011       | 2011– 2012       | 2012– 2013       | 2013– 2014       |                 | 2016– 2017       | 2017– 2018    |
| Campeonato Mundial Júnior |                   |               | 11.ª            | Medalha de prata | Medalha de ouro   |                   |                  |                   |                  |                  |                  |                  |                  |                 |                  |               |
| JGP JGP Final |                   |               |                 | Medalha de prata | Medalha de ouro   |                   |                  |                   |                  |                  |                  |                  |                  |                 |                  |               |
| JGP JGP Andorra |                   |               |                 |                  | Medalha de ouro   |                   |                  |                   |                  |                  |                  |                  |                  |                 |                  |               |
| JGP JGP Canadá |                   |               |                 |                  | Medalha de ouro   |                   |                  |                   |                  |                  |                  |                  |                  |                 |                  |               |
| JGP JGP China |                   |               |                 | Medalha de ouro  |                   |                   |                  |                   |                  |                  |                  |                  |                  |                 |                  |               |
| JGP JGP Croácia |                   |               | 4.ª             |                  |                   |                   |                  |                   |                  |                  |                  |                  |                  |                 |                  |               |
| JGP JGP Eslováquia |                   |               | 6.ª             |                  |                   |                   |                  |                   |                  |                  |                  |                  |                  |                 |                  |               |
| JGP JGP França |                   |               |                 | Medalha de prata |                   |                   |                  |                   |                  |                  |                  |                  |                  |                 |                  |               |
| NACS NACS Thornhill |                   |               | Medalha de ouro |                  |                   |                   |                  |                   |                  |                  |                  |                  |                  |                 |                  |               |
| Nacional |                   |               |                 |                  |                   |                   |                  |                   |                  |                  |                  |                  |                  |                 |                  |               |
| Evento/Temporada | 2001– 2002        | 2002– 2003    | 2003– 2004      | 2004– 2005       | 2005– 2006        | 2006– 2007        | 2007– 2008       | 2008– 2009        | 2009– 2010       | 2010– 2011       | 2011– 2012       | 2012– 2013       | 2013– 2014       |                 | 2016– 2017       | 2017– 2018    |
| Campeonato Canadense |                   |               |                 | 4.ª              | Medalha de bronze | Medalha de prata  | Medalha de ouro  | Medalha de ouro   | Medalha de ouro  |                  | Medalha de ouro  | Medalha de ouro  | Medalha de ouro  | Medalha de ouro | Medalha de ouro  |               |
| Campeonato Canadense – Júnior |                   | 7.ª           | Medalha de ouro |                  |                   |                   |                  |                   |                  |                  |                  |                  |                  |                 |                  |               |
| Campeonato Canadense – Noviço | Medalha de bronze |               |                 |                  |                   |                   |                  |                   |                  |                  |                  |                  |                  |                 |                  |               |
| Equipes |                   |               |                 |                  |                   |                   |                  |                   |                  |                  |                  |                  |                  |                 |                  |               |
| Jogos Olímpicos |                   |               |                 |                  |                   |                   |                  |                   |                  |                  |                  |                  | 2T/2P            |                 |                  | 1T/1P         |
| Troféu Mundial por Equipes |                   |               |                 |                  |                   |                   |                  | 2T/2P             |                  |                  | 3T/2P            |                  |                  |                 |                  |               |
| |                   |               |                 |                  |                   |                   |                  |                   |                  |                  |                  |                  |                  |                 |                  |               |
| Legenda: GP = Grand Prix; CS = Challenger Series; JGP = Grand Prix Júnior; WD = Abandonou; T = Posição da equipe; P = Posição individual; Competição não foi disputada nesta temporada |                   |               |                 |                  |                   |                   |                  |                   |                  |                  |                  |                  |                  |                 |                  |               |